# Judo-Weltmeisterschaften 1980
Die (Frauen-) Judo-Weltmeisterschaften 1980 fanden vom 29. bis zum 30. November 1980 in New York, Vereinigte Staaten statt. Es war die erste Ausgabe von insgesamt 4 Frauenweltmeisterschaften in den 1980er Jahren bis zur Zusammenlegung von Männer- und Frauenwettbewerben ab 1987.

## Ergebnisse

### Frauen
| Gewichtsklasse | Gold              | Silber            | Bronze                |
| -------------- | ----------------- | ----------------- | --------------------- |
| - 48 kg        | Jane Bridge       | Anna de Novellis  | Marie-France Colignon |
| - 48 kg        | Jane Bridge       | Anna de Novellis  | Mary Lewis            |
| - 52 kg        | Edith Hrovat      | Kaori Yamaguchi   | Pascale Doger         |
| - 52 kg        | Edith Hrovat      | Kaori Yamaguchi   | Bridgette McCarthy    |
| - 56 kg        | Gerda Winklbauer  | Marie-Paule Panza | Loretta Doyle         |
| - 56 kg        | Gerda Winklbauer  | Marie-Paule Panza | Jeannine Meulemans    |
| - 61 kg        | Anita Staps       | Laura Di Toma     | Inge Berg             |
| - 61 kg        | Anita Staps       | Laura Di Toma     | Martine Rottier       |
| - 66 kg        | Edith Simon       | Dawn Netherwood   | Christine Penick      |
| - 66 kg        | Edith Simon       | Dawn Netherwood   | Catherine Pierre      |
| - 72 kg        | Jocelyne Triadou  | Barbara Claßen    | Avril Malley          |
| - 72 kg        | Jocelyne Triadou  | Barbara Claßen    | Jolanda van Meggelen  |
| + 72 kg        | Margherita De Cal | Paulette Fouillet | Ingrid Berghmans      |
| + 72 kg        | Margherita De Cal | Paulette Fouillet | Christiane Kieburg    |
| Offene Klasse  | Ingrid Berghmans  | Paulette Fouillet | Barbara Claßen        |
| Offene Klasse  | Ingrid Berghmans  | Paulette Fouillet | Barbara Fest          |

## Medaillenspiegel
| Rang      | Land                   | Gold | Silber | Bronze | Gesamt |
| --------- | ---------------------- | ---- | ------ | ------ | ------ |
| 1         | Österreich             | 3    | 0      | 0      | 3      |
| 2         | Frankreich             | 1    | 3      | 4      | 8      |
| 3         | Italien                | 1    | 2      | 0      | 3      |
| 4         | Vereinigtes Königreich | 1    | 1      | 3      | 5      |
| 5         | Belgien                | 1    | 0      | 2      | 3      |
| 6         | Niederlande            | 1    | 0      | 1      | 2      |
| 7         | BR Deutschland         | 0    | 1      | 3      | 4      |
| 8         | Japan                  | 0    | 1      | 0      | 1      |
| 9         | Vereinigte Staaten     | 0    | 0      | 3      | 3      |
| Insgesamt | Insgesamt              | 8    | 8      | 16     | 32     |